# Elymus caninus
La graminia dei boschi (Elymus caninus (L.) L., 1755) è una pianta angiosperma monocotiledone appartenente alla famiglia delle Poacee (o Gramineae, nom. cons.).

## Etimologia
Il nome generico (Elymus) deriva da un antico nome greco (elymos o élumos) per un cereale non identificato. L'epiteto specifico (caninus) indica denti aguzzi o spinati.
Il nome scientifico della specie è stato definito da Linneo (1707 – 1778), biologo svedese considerato il padre della moderna classificazione scientifica degli organismi viventi, nella pubblicazione "Flora Suecica (Svecica) Exhibens Plantas per Regnum Sveciae Crescentes." (Fl. Suec., ed. 2 Linnaeus 39 - 1755) del 1755.

## Descrizione

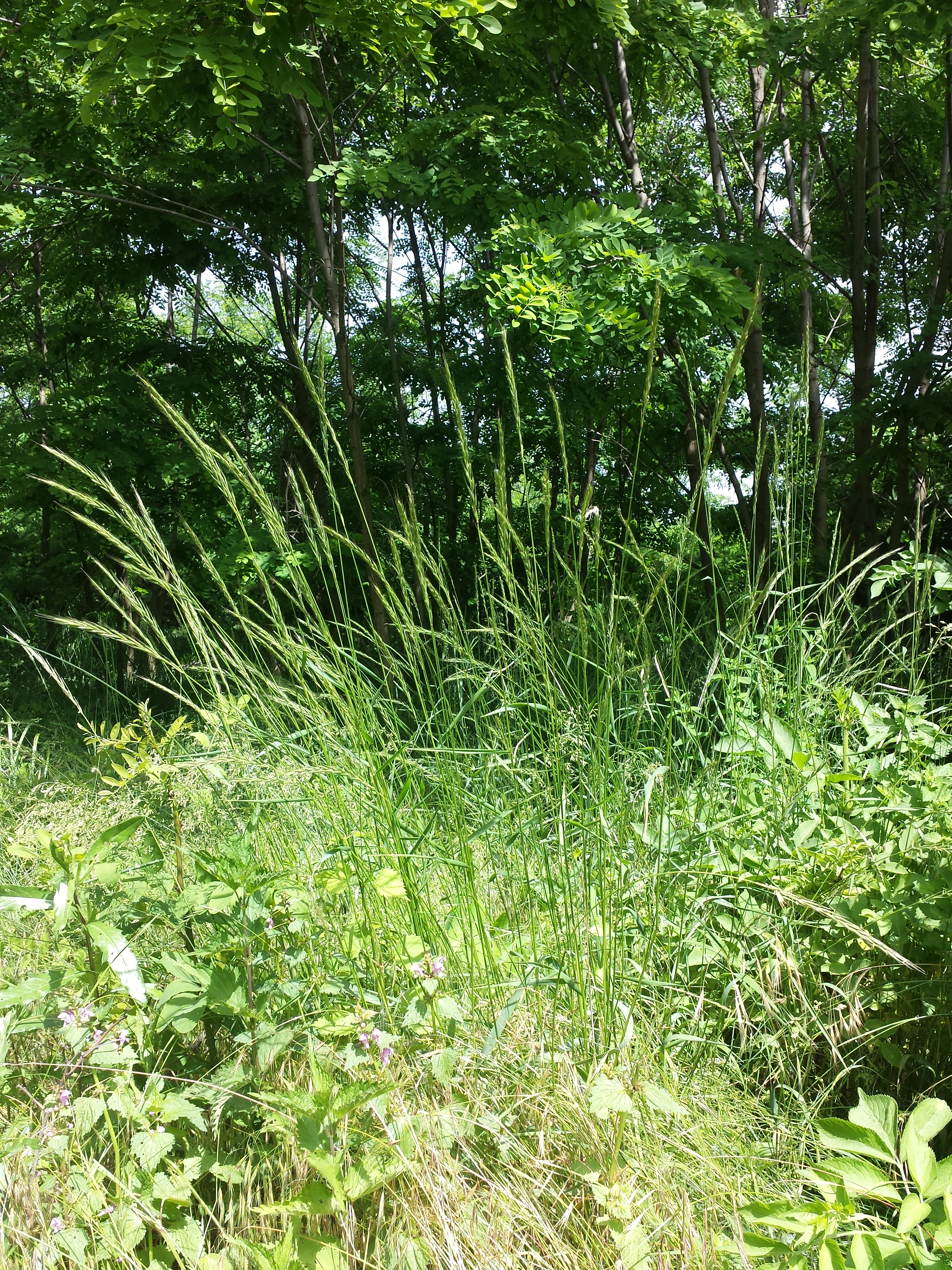
Il portamento

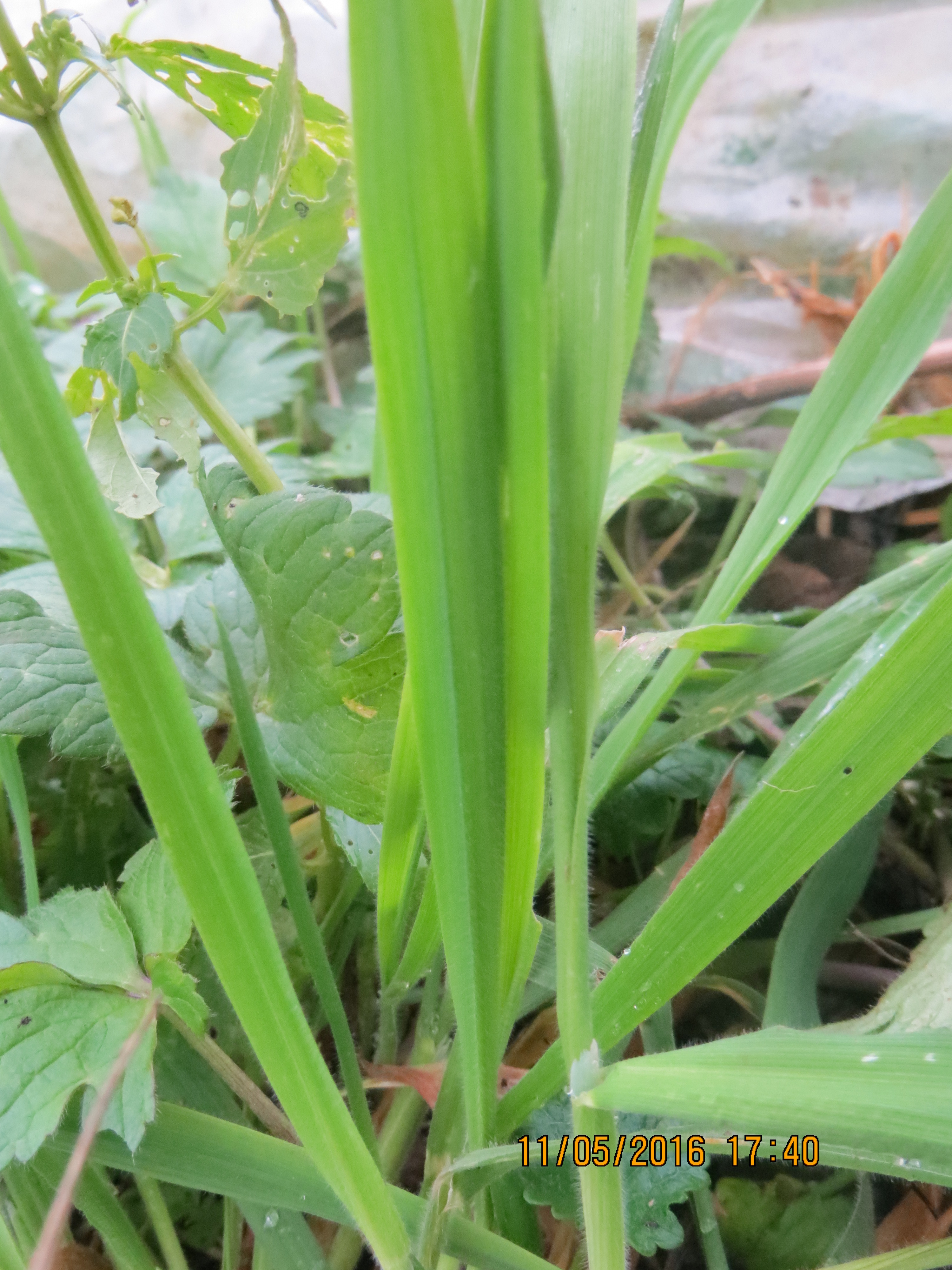
Le foglie

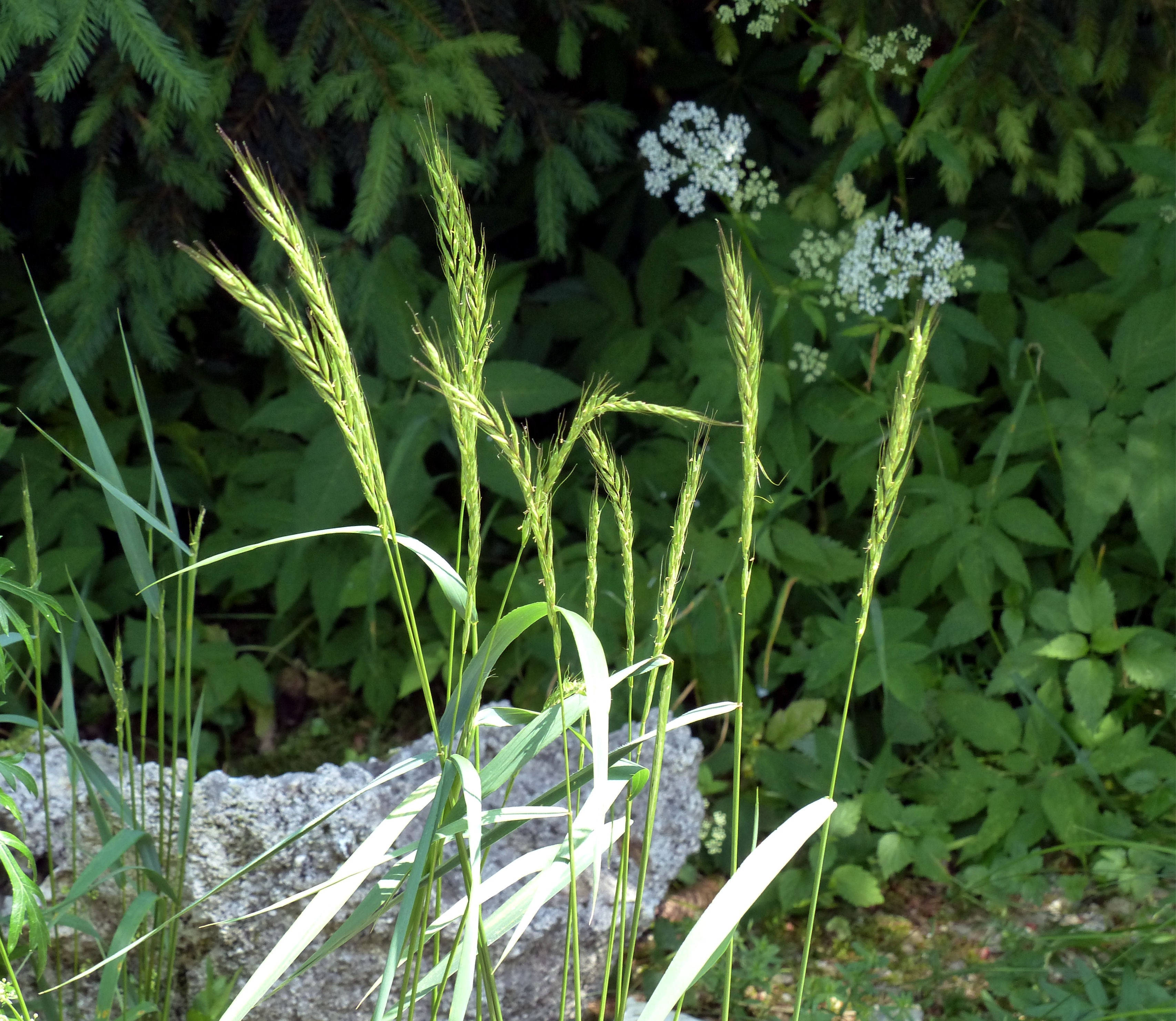
Infiorescenza

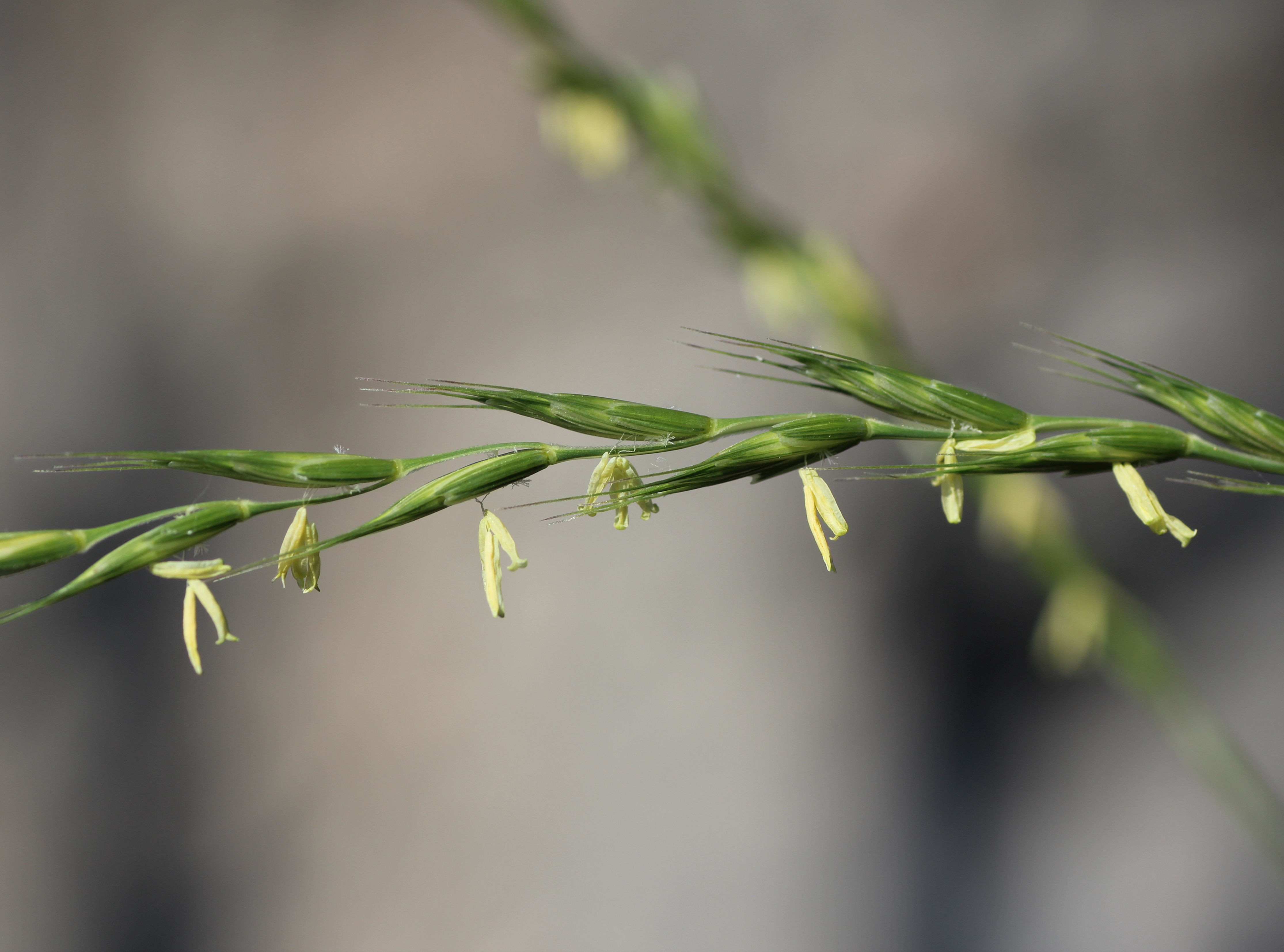
I fiori

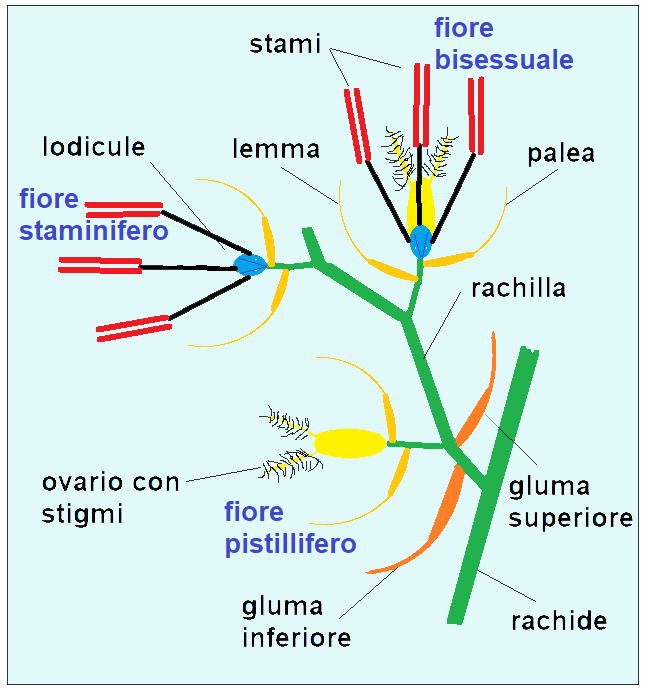
Spighetta generica con tre fiori diversi

Queste piante arrivano ad una altezza di 5 - 12 dm con 2 - 5 nodi per culmo. La forma biologica è emicriptofita cespitosa (H caesp), sono piante erbacee, perenni, con gemme svernanti al livello del suolo e protette dalla lettiera o dalla neve e presentano ciuffi fitti di foglie che si dipartono dal suolo. Tutta la pianta è densamente cespugliosa.

### Radici
Le radici sono fascicolate di tipo avventizio (rizomi cespugliosi).

### Fusto
La parte aerea del fusto consiste in un culmo ascendente, robusto. Nella parte apicale può essere incurvato.

### Foglie
Le foglie lungo il culmo sono disposte in modo alterno, sono distiche e si originano dai vari nodi. Sono composte da una guaina, una ligula e una lamina. Le venature sono parallelinervie. Non sono presenti i pseudopiccioli e, nell'epidermide delle foglia, le papille. 
- Guaina: la guaina è abbracciante il fusto (possono essere presenti dei padiglioni auricolari falcati).
- Ligula: la ligula, con apice troncato, è ridotta. Lunghezza: 0,5 mm.
- Lamina: la lamina ha delle forme lineari; l'apice è acuminato; entrambe le superfici sono scabre e verdi. Dimensioni della lamina fogliare: larghezza fino a 5 – 8 mm; lunghezza 10 – 30 cm.

### Infiorescenza
Infiorescenza principale (sinfiorescenza o semplicemente spiga): le infiorescenze, di tipo racemoso terminale (un racemo per infiorescenza), hanno la forma di una spiga lineare, gracile formata da diverse spighette. Le spighette sono sessili, strettamente embricate (quelle inferiori sono più distanziate) e disposte di lato al rachide (il racemo è bilaterale). Gli internodi del rachide sono più brevi delle spighette. La fillotassi dell'inflorescenza inizialmente è a due livelli (o a due ranghi), anche se le successive ramificazioni la fa apparire a spirale. Lunghezza della spiga: 1 - 2 dm.

### Spighetta
Infiorescenza secondaria (o spighetta): le spighette, compresse lateralmente con forme da ellittiche a oblunghe, sottese da due brattee distiche e strettamente sovrapposte chiamate glume (inferiore e superiore), sono formate da 2 - 7 fiori fertili disposti in modo opposto. Possono essere presenti dei fiori sterili; in questo caso sono in posizione distale rispetto a quelli fertili. Alla base di ogni fiore sono presenti due brattee: la palea e il lemma. La disarticolazione avviene con la rottura della rachilla sotto ogni fiore fertile; oppure può cadere l'intera spighetta. Lunghezza delle spighette: 12 – 15 mm (20 – 27 mm con le reste).
- Glume: le glume, persistenti, sono disuguali in lunghezza, con forme oblanceolate-bilobe; sono mucronate all'apice (mucrone di 1 mm); hanno tre nervature. Lunghezza delle glume: 6 e 8 mm rispettivamente.
- Palea: la palea è un profillo lanceolato con alcune venature e margini cigliati.
- Lemma: il lemma ha una forma lanceolata con resta. Lunghezza del lemma: 9 mm (con resta: 15 – 16 mm).

### Fiore
I fiori fertili sono attinomorfi formati da 3 verticilli: perianzio ridotto, androceo  e gineceo.
- Formula fiorale:[8]

*, P 2, A (1-)3(-6), G (2–3) supero, cariosside.
- Il perianzio è ridotto e formato da due lodicule, delle squame traslucide, poco visibili (forse relitto di un verticillo di 3 sepali). Le lodicule sono membranose e non vascolarizzate.
- L'androceo è composto da 3 stami ognuno con un breve filamento libero, una antera sagittata e due teche. Le antere (lunghe 2 – 3 mm) sono basifisse con deiscenza da una fessura laterale longitudinale. Il polline è monoporato.
- Il gineceo è composto da 3-(2) carpelli connati formanti un ovario supero. L'ovario, pubescente all'apice, ha un solo loculo con un solo ovulo subapicale (o quasi basale). L'ovulo è anfitropo e semianatropo e tenuinucellato o crassinucellato. Lo stilo, che si origina dal lato abassiale dell'ovario, è breve con due stigmi papillosi e distinti.
- Fioritura: da maggio a luglio.

### Frutti
I frutti sono del tipo cariosside, ossia sono dei piccoli chicchi indeiscenti, con forme da ovate a oblunghe, nei quali il pericarpo è formato da una sottile parete che circonda il singolo seme. In particolare il pericarpo è fuso al seme ed è aderente. L'endocarpo non è indurito e l'ilo è lungo e lineare. L'embrione è lungo 1/3 della lunghezza del frutto ed è provvisto di epiblasto; ha inoltre un solo cotiledone altamente modificato (scutello senza fessura) in posizione laterale. I margini embrionali della foglia non si sovrappongono. L'endosperma è farinoso.

## Biologia
Come gran parte delle Poaceae, le specie di questo genere si riproducono per impollinazione anemogama. Gli stigmi più o meno piumosi sono una caratteristica importante per catturare meglio il polline aereo.
La dispersione dei semi avviene inizialmente a opera del vento (dispersione anemocora) e una volta giunti a terra grazie all'azione di insetti come le formiche (mirmecoria). In particolare i frutti di queste erbe possono sopravvivere al passaggio attraverso le budella dei mammiferi e possono essere trovati a germogliare nello sterco.

## Distribuzione e habitat

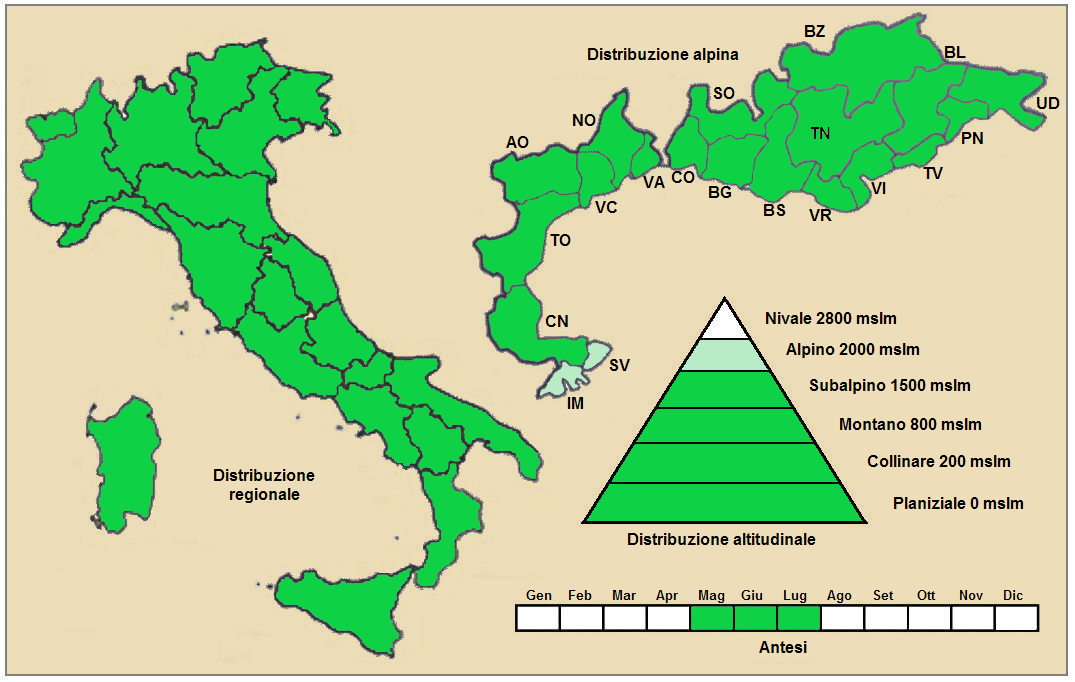
Distribuzione della pianta
(Distribuzione regionale – Distribuzione alpina)

- Geoelemento: il tipo corologico (area di origine) è Circumboreale.
- Distribuzione: in Italia è una specie comune al Nord (più rara al Sud). Nel resto dell'Europa e dell'areale del Mediterraneo questa specie si trova in tutta Europa, Transcaucasia e Anatolia.[17] Fuori dall'Europa si trova in Asia temperata: Siberia, Caucaso, Cina e India.[12]
- Habitat: gli habitat tipici per questa pianta sono i boschi degradati, le radure e le siepi. Il substrato preferito è calcareo ma anche siliceo con pH basico, alti valori nutrizionali del terreno che deve essere umido.[16]
- Distribuzione altitudinale: sui rilievi queste piante si possono trovare fino a 1.500 m s.l.m.; frequentano quindi i seguenti piani vegetazionali: collinare, montano, subalpino e in parte alpino (oltre a quello planiziale – a livello del mare).

### Fitosociologia

#### Areale alpino
Dal punto di vista fitosociologico alpino Elymus caninus appartiene alla seguente comunità vegetale:
- Formazione: delle comunità forestali

- Classe: Carpino-Fagetea

- Ordine: Fraxinetalia

- Alleanza: Alnion incanae

#### Areale italiano
Per l'areale completo italiano Elymus caninus appartiene alla seguente comunità vegetale:
- Macrotipologia: vegetazione forestale e preforestale

- Classe: Querco roboris-Fagetea sylvaticae Br.-Bl. & Vlieger in Vlieger, 1937

- Ordine: Fagetalia sylvaticae Pawlowski in Pawlowski, Sokolowski & Wallisch, 1928

- Alleanza: Alnion incanae Pawlowski in Pawlowski, Sokolowski & Wallisch, 1928

- Suballeanza: Alnenion glutinoso incanae Oberd., 1953

Descrizione. La sub-alleanza Alnenion glutinoso incanae è relativa alle cenosi forestali igrofile e mesoigrofile, non paludose, che si sviluppano in vicinanza alle rive di torrenti, fiumi e ruscelli e di aree sorgive o zone soggette a inondazioni periodiche nei fondovalle o sui terrazzi fluviali e sui versanti con scorrimento d'acqua. La distribuzione va dall’Europa centro-occidentale all’Europa orientale, includendo l’Italia settentrionale (regione eurosiberiana).
Specie dominanti nell'associazione: Alnus incana, Alnus glutinosa e Fraxinus excelsior.
Altre alleanze per questa specie sono:
- Petasition officinalis

## Tassonomia
La famiglia delle Poacee comprende circa 800 generi e oltre 9.000 specie. È una delle famiglie più numerose e più importanti del gruppo delle monocotiledoni. La famiglia è suddivisa in 12 sottofamiglie, il genere Elymus  fa parte della sottofamiglia Pooideae, tribù Hordeeae.
Il basionimo per questa specie è: Triticum caninum L..

### Filogenesi
Il genere Elymus fa parte della tribù Hordeeae (supertribù Triticodae T.D. Macfarl. & L. Watson, 1982). La supertribù Triticodae comprende tre tribù: Littledaleeae, Bromeae e Hordeeae. All'interno della supertribù, la tribù Hordeeae forma un "gruppo fratello" con la tribù Bromeae.
Il genere comprende solamente piante poliploidi con i genomi designati "H, Ns, P, S, St, StY, Y, e Xm". Inoltre Elymus è stato soggetto ad una "evoluzione reticolata" per fenomeni di ibridazione, o per il trasferimento orizzontale di geni ma anche per l’endosimbiosi.

### Variabilità
Elymus caninus è una specie variabile. I caratteri più soggetti a variabilità sono il numero dei fiori per spighetta (ridotti fino a 2 - 3) e le reste più brevi. Alcuni Autori descrivono questa entità come Elymus caninus subsp. biflorus (Brignoli) A.Loeve con distribuzione nel Friuli-Venezia Giulia.

### Sinonimi
- Triticum caninum L., 1753 (basionimo)
- Agropyron abchazicum Woronow
- Agropyron alpinum  Schur
- Agropyron biflorum  (Brign.) Roem. & Schult.
- Agropyron caninum  (L.) P.Beauv.
- Agropyron caninum var. behmii  (Melderis) B.Nord.
- Agropyron caninum f. subglaucum  Soó
- Agropyron caninum f. submuticum  (Peterm.) Soó
- Agropyron donianum  F.B.White
- Agropyron pauciflorum  Schur
- Agropyron pseudocaninum  Schur
- Agropyron rupestre  (Fisch. ex Link) Schult.
- Agropyron sepium  (Lam.) P.Beauv.
- Brachypodium biflorum  (Brign.) Kunth
- Braconotia elymoides  Godr.
- Elymus caninus var. behmii  (Melderis) Jaaska
- Elymus caninus subsp. biflorus  (Brign.) Á.Löve & D.Löve
- Elymus caninus subsp. donianus  (F.B.White) P.D.Sell
- Elymus caninus var. donianus  (F.B.White) Jaaska
- Elymus caninus var. muticus  (Holmb.) Karlsson
- Elymus donianus  (F.B.White) Á.Löve & D.Löve
- Elymus helveticus  Schmid-Holl.
- Elymus longispicatus  Kotukhov
- Elymus pauciflorus  Lam.
- Elymus trachycaulus subsp. donianus  (F.B.White) Á.Löve
- Elytrigia canina  (L.) Drobow
- Festuca nutans  Moench
- Goulardia biflora  (Brign.) Husn.
- Goulardia canina  (L.) Husn.
- Roegneria behmii  Melderis
- Roegneria canina  (L.) Nevski
- Roegneria doniana  (F.B.White) Melderis
- Roegneria tuskaulensis  Vassilcz.
- Triticum alpestre  Brügger
- Triticum alpinum  G.Don ex Mitt.
- Triticum biflorum  Brign.
- Triticum caninum  L.
- Triticum donianum  (F.B.White) Wilmott
- Triticum pseudocaninum  Porcius
- Triticum rupestre  Fisch. ex Link
- Triticum sepium  Lam.
- Zeia biflora  (Brign.) Lunell
- Zeia canina  (L.) Lunell